# Egge
Egge – wieś w zachodniej Norwegii, w okręgu Sogn og Fjordane, w gminie Gloppen. Wieś położona jest u ujścia rzeki Votedalselva, u podnóża góry Eggenipa, wzdłuż europejskiej trasy E39, 5 km na południe od miejscowości Byrkjelo i około 13 km na północ od miejscowości Skei. 